# Coleophora saccharella
Coleophora saccharella é uma espécie de mariposa do gênero Coleophora pertencente à família Coleophoridae.